# 天応 (陳暠)
天応（てんおう）は、ベトナムの後黎朝時代に陳暠が使用した私年号。1516年。

## 西暦・干支・他元号との対照表
| 天応 | 元年             |
| 西暦 | 1516年           |
| 干支 | 丙子             |
| 黎朝 | 洪順8年 光紹元年 |